# Axidares av Armenien
Axidares, död 113, var regerande kung av Armenien mellan 110 och 113 e.Kr. 